# Усана
Усана (итал. Ussana) је насеље у Италији у округу Каљари, региону Сардинија.
Према процени из 2011. у насељу је живело 4216 становника. Насеље се налази на надморској висини од 98 м.

## Становништво
Према резултатима пописа становништва 2011. у општини је живело 4.285 становника.
| 1931. | 1936. | 1951. | 1961. | 1971. | 1981. | 1991. | 2001. | 2011. |
| ----- | ----- | ----- | ----- | ----- | ----- | ----- | ----- | ----- |
| 1.426 | 1.568 | 2.136 | 2.428 | 2.714 | 3.240 | 3.610 | 3.763 | 4.285 |